# Талант (одиниця вимірювання)
Талант (грец. τάλαντον від грец. ταλαντ «той, що несе», лат. talentum) — найбільша в античні часи одиниця ваги та лічильно-грошова одиниця Стародавньої Греції (Аттика), Єгипту, Малої Азії, Персії. 

## Співвідношення
- Малий аттичний = 60 мін = 26,2 кг
- Вавилонський талант = 30,3 кг
- Малий талант Птолемея = 60 малих птолемеєвських мін = 20,47 кг[5]
- Великий талант Птолемея = 60 великих птолемеєвських мін
- Егинський талант = 37 кг
- Карфагенський талант = 60 мін = 27 кг = 60 шекелів

## Малий аттичний талант
Введений реформою Солона у 594 до н. е. Містив 26,2 (за часів Олександра Македонського — 25,9) кг срібла, поділявся на 60 мін, міна — на 100 драхм, яка була реальною розрахунковою монетою на той час.

## Див.також
- Стародавні одиниці вимірювання